# Maurizio Salabelle
Maurizio Salabelle (Cagliari, 3 settembre 1959 – Pisa, 14 febbraio 2003) è stato uno scrittore italiano.

## Biografia
Trasferitosi in Toscana con la famiglia a sei anni, si è laureato in lettere all'Università di Firenze, con una tesi di storia moderna.
Negli anni ottanta ha scritto Un assistente inaffidabile, il suo primo libro ad essere dato alle stampe e uscito nel 1992 per la casa editrice Bollati Boringhieri, alla quale era stato proposto dallo scrittore Ermanno Cavazzoni. Il romanzo ha vinto il Premio Giuseppe Berto per l'opera prima e il Premio Bergamo (finalista).
Sono seguiti altri quattro romanzi: Il mio unico amico (Bollati Boringheri 1994), Il maestro Atomi (editrice Comix, 1997), Il caso del contabile (Garzanti, 1999) e L'altro inquilino (Bellinzona, Edizioni Casagrande, 2002). Nel 2015, nella collana Compagnia Extra di Quodlibet, curata da Ermanno Cavazzoni e Jean Talon, esce il suo primo romanzo La famiglia che perse tempo, scritto negli anni ottanta e da allora rimasto inedito.
Nel 1993 ha partecipato al convegno 63/93: Trent'anni di ricerca letteraria». Altri suoi scritti sono comparsi in riviste e in antologie, come L'ora legale, pubblicato in Narratori delle riserve, di Gianni Celati (Feltrinelli, 1992). Da questo racconto è stata tratta nel 1995 un'opera musicale, Periodi di tempo veloce, con musiche di Giovanni Verrando, che è stata trasmessa nel ciclo "Radiofilm" di RadioTre della RAI. Per il web ha scritto Come allungare la città di Pisa Lo scritto Narrativa fisiognomica, comparso nel 2001 sulla rivista "Il caffè illustrato", è stato ripreso da Paolo Albani e Paolo Della Bella in Mirabiblia. Catalogo ragionato di libri introvabili (Zanichelli, 2003).
Dopo la sua morte gli è stato dedicato un premio letterario per le scuole medie superiori.

## Romanzi
- Un assistente inaffidabile, Bollati Boringhieri Editore, Torino, 1992
- Il mio unico amico, Bollati Boringhieri Editore, Torino, 1994
- Il maestro Atomi, Comix, Modena, 1997 e Edizioni Casagrande, Bellinzona, 2004
- Il caso del contabile, Garzanti Editore, Milano, 1999
- L'altro inquilino, Edizioni Casagrande, Bellinzona, 2002
- La famiglia che perse tempo, Quodlibet, Macerata, 2015
- Da quando sono nato, Quodlibet, Macerata, 2023